# Freewave Nostalgie
Freewave Nostalgie, voorheen Freewave Media Magazine, is een maandelijks tijdschrift voor geïnteresseerden in de geschiedenis van de omroepen, zeezenders en nostalgische onderwerpen over het leven in de tweede helft van de vorige eeuw. Het tijdschrift wordt uitgegeven door Stichting Media Communicatie in Groningen.

## Geschiedenis
Freewave is als tijdschrift ontstaan in juli 1978. Tijdens de conventie Zeezenders 20, gehouden in het Leeuwenhorst Congres Centrum, werd het eerste nummer gepresenteerd. Het blad was een voortzetting van Pirate Radio News en Freeway. Vanaf het begin tot heden is hoofdredacteur Hans Knot bij het blad betrokken. Aanvankelijk was Freewave een driewekelijkse uitgave. Met het verdwijnen van de laatste zeezender veranderde de verschijningsfrequentie van het blad in een maandelijkse.
Freewave is mede-organisator van de RadioDay.nl, waar vooral diskjockeys uit de zeezenderwereld worden uitgenodigd. Eens in de twee jaar worden hier de RadioDay Awards uitgereikt aan personen die hun sporen in radioland hebben verdiend.
Vanaf 2012 verschijnt Freewave Media Magazine zowel als gedrukt magazine als op het internet. Twee jaar later, in februari 2014, stopt Stichting Media Communicatie met de uitgave van het gedrukte blad. Het is nu alleen nog te lezen via internet en is vanaf dat moment een gratis tijdschrift. Daarmee werd ook de naam aangepast naar Freewave Nostalgie.